# Роде, Андрей Карлович
Андрей Карлович Роде (02.11.1808, Санкт-Петербургская губерния, Российская империя — 17.02.1873, Российская империя) — русский военно-инженерный деятель, генерал-лейтенант (1866) немецкого происхождения. Член Адмиралтейств-совета.

## Жизнеописание
Родился в 1808 году в одном из населенных пунктов Санкт-Петербургской губернии Российской империи.
В службе и офицерских чинах с 1826 года. С 1829 года участник Русско-турецкой войны, состоял при  начальнике инженеров 2-й армии. За храбрость в этой компании награждён орденом Святой Анны 3-й степени с мечами и бантом.
С 1834 года адъютант  командира Северного округа Морской Строительной части, с 1836 года старший адъютант штаба генерал-инспектора  инженерной части Его Императорского Высочества Михаила Павловича.
С 1840 года поручик Сапёрного лейб-гвардии батальона, в 1841 году произведён в штабс-капитаны и с 1842 года в капитаны. В 1847 году произведён в полковники. С 1849 года участник Венгерской компании, состоял по особым поручениям  генерал-инспектора по инженерной части и  управлял походным штабом Великого князя Михаила Павловича.
С 1853 года член Общего присутствия и вице-директор, с 1855 года директор Строительного департамента Морского министерства Российской империи. В 1855 году произведён в генерал-майоры.
В 1866 году произведён в генерал-лейтенанты, председатель Техническо-строительного комитета МВД, оставаясь в должности директора Строительного департамента (управления)  Морского министерства, с 1870 года член Адмиралтейств-совета.
В 1850 году был награждён орденом Святого Георгия 4-й степени за выслугу лет. Был награждён всеми орденами вплоть до ордена Святого Александра Невского пожалованного ему в 1869 году.

## Примечание
1. ↑  Список генеральских чинов российской императорской армии и флота. Дата обращения: 16 июля 2018. Архивировано 10 августа 2018 года.
2. ↑  Список генералам по старшинству по 5 апреля 1868 г.—380 с
3. ↑  Список генералам по старшинству по 1 августа 1872 г.—320 с
4. ↑  Военный орден Святого Великомученика и Победоносца Георгия. Именные списки 1769—1920. Биобиблиографический справочник / Отв. составитель В. М. Шабанов. — М.: Русский міръ, 2004. — 928 с. — ISBN 5-89577-059-2.
5. ↑  Пономарёв В. П., Шабанов В. М. Кавалеры Императорского ордена Святого Александра Невского, 1725—1917: биобиблиографический словарь в трёх томах. Том 2. — М., 2009. — С. 315—316. — ISBN 978-5-89577-145-7